# (399) Perséfone
(399) Perséfone es un asteroide perteneciente al cinturón de asteroides descubierto el 23 de febrero de 1895 por Maximilian Franz Wolf desde el observatorio de Heidelberg-Königstuhl, Alemania.
Está nombrado por Perséfone, una diosa de la mitología griega.